# Krýzovy jesličky
Krýzovy jesličky jsou dílo jindřichohradeckého měšťana a punčochářského mistra Tomáše Krýzy a patří k nejnavštěvovanějším expozicím v Jindřichově Hradci. Od roku 1998 jsou jesličky zapsány v Guinnessově knize rekordů jako největší mechanický lidový betlém na světě.

## Vznik jesliček
Punčochář Tomáš Krýza (1838–1918) vyráběl toto dílo přes šedesát let. Velkolepý betlém vystavěl na ploše 60 metrů čtverečních. Z kašírovací hmoty (mouka, piliny, sádra a klíh) nebo ze dřeva vyrobil 1398 figurek lidí a zvířat, z nichž je 133 pohyblivých. Původní mechanismus byl poháněn ručně, nyní je pohyb rozváděn z jediného elektromotoru a to pomocí nekonečných pásů, ozubených kol, Archimédových šroubů a mnoha dalších zařízení. Betlém má nyní 17 m na délku, šířka i výška jsou 2 m. V současnosti je sestaven s mechanickým betlémem Emanuela Steinochera a statickým betlémem od Bohdana Steinochera v jeden celek.

## Struktura jesliček
Nejstarší část betlému tvoří scéna narození Ježíše Krista, která se nachází v jeho středu. Další části znázorňují poetickou vesnickou krajinu a měšťanskou architekturu dokládající život lidí 19. století. Kromě tradičních jihočeských obrázků zde nalezneme i známé výjevy z evangelia. (Vraždění neviňátek, útěk Sv. Rodiny do Egypta, obřezávání Ježíška atp.). V jesličkách nalezneme i rudný důl s horníky, či bránu s padacím mostem a strážnými hlídající město a Herodův palác, se stoly s miniaturním nádobím a jídlem. 

## Galerie

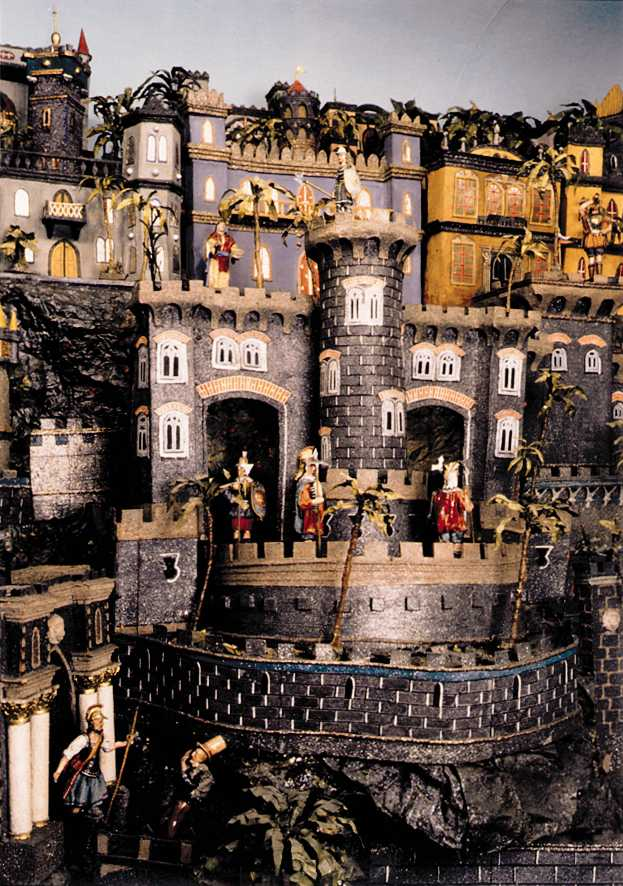
Hrad
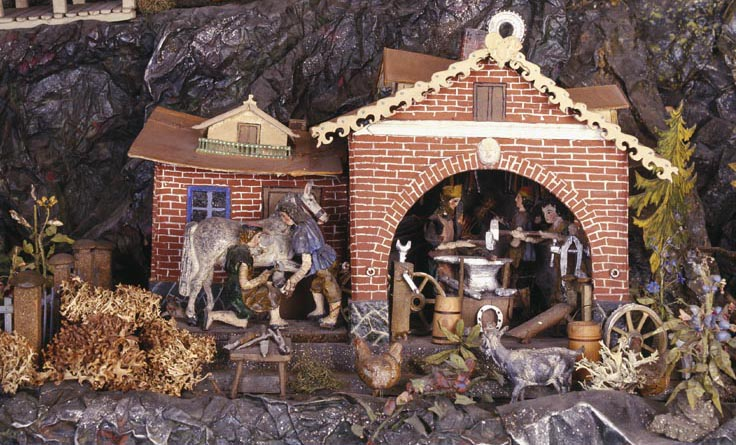
Kováři
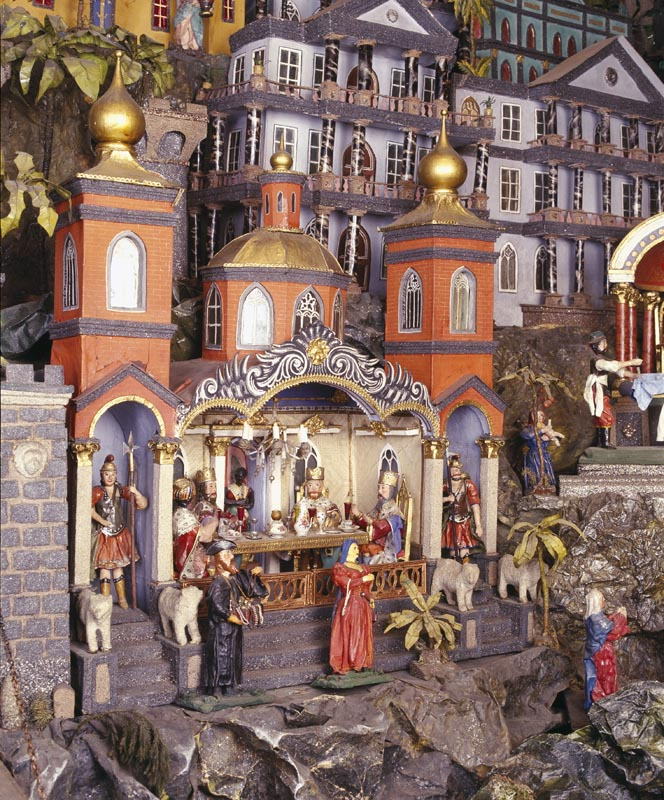
Palác
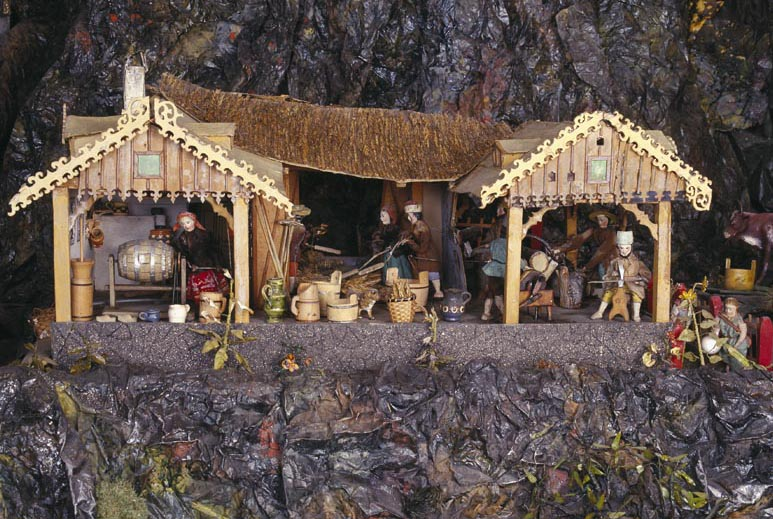
Statek
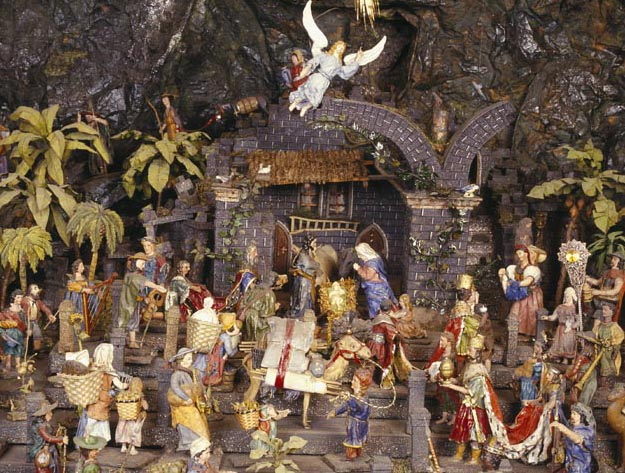
Střed
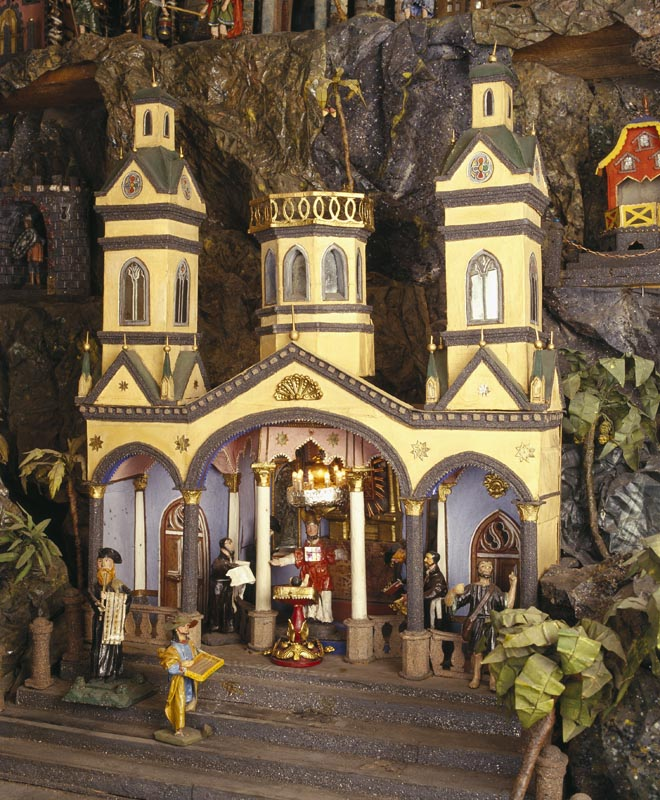
Templ